# Mimothelais fruhstorferi
Mimothelais fruhstorferi är en skalbaggsart som beskrevs av Stefan von Breuning 1958. Mimothelais fruhstorferi ingår i släktet Mimothelais och familjen långhorningar.
Artens utbredningsområde är Sulawesi. Inga underarter finns listade i Catalogue of Life.